# Orestes Rodríguez Vargas
Orestes Rodríguez Vargas   (Lima, 4 de juliol de 1943 - Barcelona, 17 de novembre de 2024) va ser un Gran Mestre d'escacs català d'origen peruà, que va viure a Barcelona des dels anys 1970.
Tot i que es troba inactiu des de maig de 2013, a la llista d'Elo de la FIDE del juliol de 2015, hi tenia un Elo de 2365 punts, cosa que en feia el jugador número 160 de l'estat espanyol. El seu màxim Elo va ser de 2494 punts, a la llista de juliol de 2000 (posició 577 al rànquing mundial).

## Resultats destacats en competició
Orestes Rodríguez va guanyar 5 cops el Campionat d'escacs del Perú, consecutivament entre els anys 1968 i 1972, ambdós inclosos.
Fou un dels 4 jugadors que jugaren l'inacabat matx per teletip entre el Perú i Cuba l'any 1970. El mateix any empatà als llocs 1r-3r al Torneig Panamericà de l'Havana. El 1972 aconseguí el títol de Mestre Internacional al Zonal de São Paulo (VIII Zonal Sud-americà), on quedà 4t, amb una excel·lent actuació.
Ja traslladat a Espanya, el 1974 fou 1r a Alacant; el 1975, 1r al 17è Torneig d'escacs de Reggio Emilia; el 1977, 1r a Ourense i a Lanzarote (on assolí el títol de GM); el 1978 fou 3r a Malgrat de Mar.
Des de la seva arribada a Barcelona, sempre va formar part del Club d'escacs Vulcà, i, actualment, del Club d'escacs Barcelona-Vulcà, després de la fusió del Vulcà i el Club d'escacs Barcelona. Formant part del Vulcà, ha assolit nombrosos campionats de Catalunya i d'Espanya per equips, juntament amb altres jugadors emblemàtics de l'entitat, com els GMs Juan Manuel Bellón i Pia Cramling, o els MIs Ángel Martín i Antonio Medina

### Participació en Olimpíades: 1964-1992
Rodríguez ha jugat en 7 Olimpíades d'escacs, en sis de les quals representant el Perú, i a la darrera, el 1992, representant Espanya. En aquesta darrera Olimpíada, fou el millor jugador de l'equip espanyol, i el setè millor jugador de l'Olimpíada en el 4t tauler.
| Any  | Olimpíada     | Ciutat | Elo propi | Tauler | Guanyades | Taules | Perdudes | Punts | %     | Class.Equip  |
| ---- | ------------- | ------ | --------- | ------ | --------- | ------ | -------- | ----- | ----- | ------------ |
| 1992 | XXX Olimpíada | Manila | 2455      | 4t     | 4         | 5      | 0        | 6,5   | 72,2% | 41è (de 104) |

## Campionat d'Europa de Veterans
Orestes ha participat, representant la selecció catalana, als Campionats d'Europa d'escacs de Veterans de 2004 a Dresden, de 2006 a Dresden, de 2007 a Dresden (on fou el millor jugador del torneig, fent 8,5 punts de 9 possibles, superant un mite dels escacs com Víktor Kortxnoi), i de 2009 a Velden (on fou el segon millor jugador del torneig, amb 7,5 punts de 9 possibles).